# یوسف‌آباد (جهرم)
یوسف‌آباد، روستایی از توابع بخش کردیان شهرستان جهرم در استان فارس ایران است.

## جمعیت
این روستا در دهستان قطب‌آباد قرار دارد و براساس سرشماری مرکز آمار ایران در سال ۱۳۹۵، جمعیت آن ۳۳۱ نفر (۹۶ خانوار) بوده‌است.